# Prasinocyma anadyomene
Prasinocyma anadyomene là một loài bướm đêm trong họ Geometridae.